# Glyphodes sycina
Glyphodes sycina is een vlinder uit de familie van de grasmotten (Crambidae), uit de onderfamilie van de Spilomelinae. De wetenschappelijke naam van deze soort is voor het eerst voorgesteld als Margaronia sycina door Willie Horace Thomas Tams in een publicatie uit 1941.

## Verspreiding
De soort komt voor in Oeganda, Rwanda en Zuid-Afrika.

## Waardplanten
De rups leeft op diverse soorten van de moerbeifamilie (Moraceae):
- Ficus sp.
- Milicia excelsa
- Milicia regia